# سليم الرباعي
سليم الرباعي، لاعب كرة قدم تونسي يلعب كحارس مرمى يلعب حالياً في الترجي الجرجيسي.

## روابط خارجية
- سليم الرباعي على موقع قاعدة بيانات كرة القدم.إي يو (الإنجليزية)